# Szabadulójáték

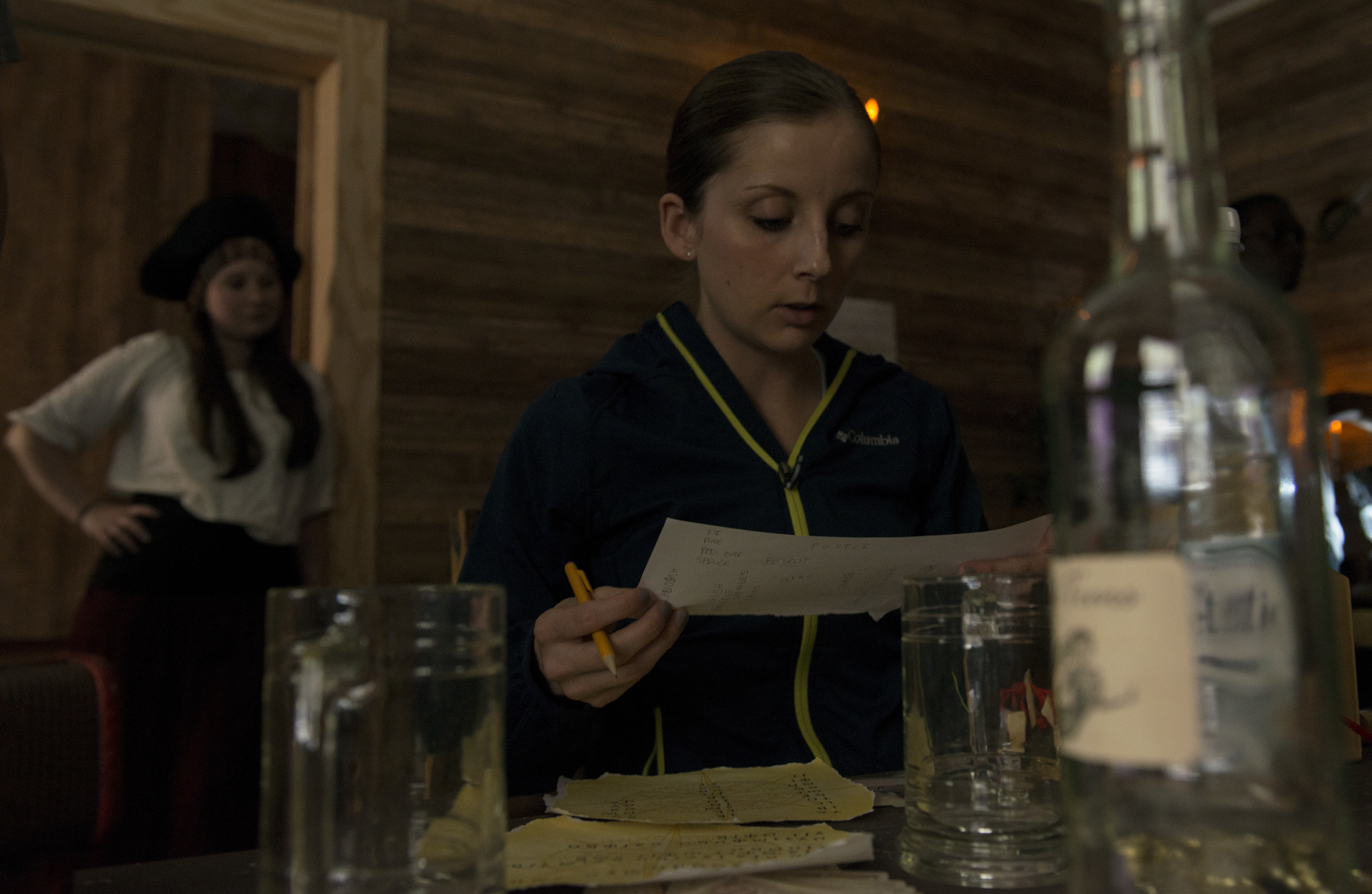
Életkép egy német szabadulószobából

A szabadulójáték (más néven: szabadulószoba, szabadulós játék, kijutós játék, angolul: escape room vagy escape game) egy játék, melyben a résztvevőknek meghatározott időn belül logikai vagy ügyességi feladatok segítségével kell kijutni egy szobából vagy szobarendszerből.

## Kialakulása, története
A játék ideáját olyan, az 1990-es években megjelent, úgynevezett "room-escape" videójátékok teremtették meg, mint a Myst vagy a  999: Nine Hours, Nine Persons, Nine Doors. Ezekben a játékokban még a számítógép képernyője előtt kellett egy bonyolult kerettörténet helyszíneiről továbblépni, vagyis kiszabadulni. Más források az inspirációs hatások közt említik Agatha Christie krimijeinek logikai megoldásait is.  Több helyütt is 2006-ra datálják, és a Szilícium-völgybe helyezik az első valóságos szabadulószoba indulását, ám ez vitatott, ennél korábbi említést azonban nem adnak a források.

## A játék
- Játékmenet: A játékosok be vannak zárva egy szobába, ahonnan minél hamarabb szabadulniuk kell.
- Témák és feladatok: A legtöbb játék a horrorfilmekből merített ihletet, de találkozhatunk krimivel, tudományos témájúval és  fikciós játékokkal is. A legtöbb játékban logikai, matematikai és ügyességi feladványokkal találkozhatunk, ellenben jelent már meg műveltségi tematikán alapuló játék is. A feladatokat egyénileg és csapatban lehet megoldani. Valamely játékban a szerencsére bízzák a játékosokat, máshol konkrét utalások vannak a következő feladatokra. Lineáris (egymás után következő feladatok) és tetszőleges sorrendű feladatsorral is találkozhatnak a résztvevők attól függően, melyik helyszínt választják.
- Játékosok:  Általában 2-6 fővel játszhatóak a játékok.
- Csapatépítés: A szabaduló szobákat előszeretettel választják céges csapatépítés helyszínéül. A játékosok elveszítik a játék alatt az időérzéküket, magával ragadja őket a válaszkeresés és feladatmegoldás; átélik a flow-élményt.

## Új generációs szabaduló játékok
A szabadulós játékok legújabb generációjában már nem egy egyszerű point-and-click játékot játszhatunk élőben, hanem egy alaposan kidolgozott és megtervezett, már majdnem forgatókönyvszerű cselekménnyel rendelkező programot.
Talán a legfontosabb különbözőség az első generációs szabadulószobákkal ellentétben, hogy a legtöbb eszköz saját gyártású, illetve a feladatok más játékokban nem találhatók meg. Az összes feladatot a játék tervezője alakítja ki (nem pedig megvásárolt franchiset vagy eszközöket használ), így biztosítva a minőséget és a koherens feladatokat.
Ebben a műfajban a részvevők egy részletgazdag és valósághű történet részeseiként jobban átélik a cselekményt, és különböző képességekkel is rendelkezhetnek. A feladatok csapatmunkát és logikai gondolkodást igényelnek. A játékok kialakítása, belső tere rendkívül pontos és történelem hű, eszközökkel túlzsúfolt (tehát olyan eszközök és tárgyak is találhatóak a játéktérben, amik csak díszítésként szolgálnak, de a játékban nincs funkciójuk).
A játékosoktól extra figyelmet igényel minden feladat, hiszen akár hamis megoldásokat is felfedezhetnek, ha nem a megfelelő úton haladnak. Nagymértékben szükség van a csapatmunkára, hiszen csak így sikerülhet megoldani a rejtvényeket.
A játék maximális interaktivitást ígér: az eszközök működésbe hozhatóak, és segítenek a csapatoknak.
A játék meghatározott ideig tart, ezalatt a játékosok a szabaduló játékokhoz híven be vannak zárva a játéktérbe, de általában a kijutás mellett szükséges egy fő küldetés elvégzése is. A játékok menete, a helyszín kialakítása, atmoszférája megkülönbözteti a szabadulós játékok új generációját, ezáltal jobb, intenzívebb és extrémebb élményt nyújtva.

## Élő társasjátékok
A szabadulós játékok továbbfejlesztett változatának nevezhetjük az élő társasjátékot is, mely ötvözi az interaktív programot a szerepjátékokkal, számítógépes játékokkal és a klasszikus táblás játékokkal, kizárja a szerencsefaktort, vagyis teljes mértékben a logikára és asszociációs készségre helyezi a hangsúlyt. Témaválasztása, játékmenete, illetve a berendezés és az atmoszféra is megkülönbözteti a klasszikus szabadulójátékoktól.

## Legjobb szabadulószobák Budapesten
Számos fantasztikus élményt kínáló szabadulószoba található, google értékelések és a játékosok visszajelzései alapján jelenleg a legjobb a Freeyourself Dzsungel tematikájú szabadulószobája, szintén jó véleményeket olvashatunk az Aroom és a MystiqueRoom szobáiról.